# Andrzej Dec
Andrzej Julian Dec (ur. 20 listopada 1950 w Rzeszowie) – polski samorządowiec, informatyk i menedżer.

## Życiorys
Absolwent II LO im. Leopolda Lisa Kuli w Rzeszowie. Ukończył studia matematyczne ze specjalnością metody numeryczne na Uniwersytecie Jagiellońskim.
W latach 1973–1986 programista i projektant systemów przetwarzania danych w Wytwórni Sprzętu Komunikacyjnego PZL Rzeszów. Tamże współzałożyciel NSZZ „Solidarność”, a w latach 1983–1986 członek powstałej w wyniku Porozumień Sierpniowych Rady Pracowniczej.
Dyrektor Ośrodka Obliczeniowego Narodowego Banku Polskiego (NBP) w Rzeszowie. Menedżer w spółkach informatycznych, w skład których wszedł zespół z NBP: Regionalne Centrum Informatyki Bitbank sp. z o.o. z siedzibą w Rzeszowie, Softbank Serwis sp. z o.o. z siedzibą w Gdańsku i Asseco Poland SA.
Od 1990 radny Miasta Rzeszowa. W latach 1990–1994 Przewodniczący Prezydium Sejmiku Samorządowego Województwa Rzeszowskiego, 1991-1992 – przewodniczący Komisji Edukacji Krajowego Sejmiku Samorządu Terytorialnego (KSST), 1992 -1994 – członek Prezydium KSST.
W latach 1994–2002 wiceprzewodniczący, a w 2005 oraz od 2010 do 2024 – Przewodniczący Rady Miasta Rzeszowa.
Współzałożyciel Partii Konserwatywnej (PK) (1992) i jej przewodniczący w Województwie Rzeszowskim. Razem z PK przeszedł do Stronnictwa Konserwatywno-Ludowego (SKL), a następnie do Platformy Obywatelskiej. W 2024 zrezygnował z członkostwa w PO z powodu różnic światopoglądowych dotyczących kwestii aborcji.

## Odznaczenia
Odznaczony Złotym Krzyżem Zasługi (2011) i odznaką „Zasłużony dla Województwa Rzeszowskiego”. W 2017 otrzymał Złoty Medal Akademii Polskiego Sukcesu.